# Бароновка (деревня)
Бароновка — упразднённая деревня в Седельниковском районе Омской области. Входила в состав Голубовского сельского поселения. Исключена из учётных данных в 2008 г.

## География
Располагалась на правом берегу реки Маинсасс, в 5 км к юго-востоку от села Голубовка.

## История
В 1928 году деревня Барановка состояла из 30 хозяйств. В административном отношении входила в состав Голубовского сельсовета Седельниковского района Тарского округа Сибирского края.

## Население
По переписи 1926 г. в деревне проживало 166 человек (75 мужчин и 91 женщина), основное население — белоруссы.
Согласно результатам переписи 2002 года в деревне отсутствовало постоянное население.